# Aedes kummi
Aedes kummi är en tvåvingeart som beskrevs av Edwards 1930. Aedes kummi ingår i släktet Aedes och familjen stickmyggor.
Artens utbredningsområde är Nigeria. Inga underarter finns listade i Catalogue of Life.